# Питтс, Уолтер
Уолтер Питтс (англ. Walter Pitts, 23 апреля 1923 года — 14 мая 1969 года) — американский нейролингвист, логик и математик XX века. Уолтер Питтс и его ближайший друг Уоррен Мак-Каллок работали над созданием искусственных нейронов, именно эта работа заложила основы разработки искусственного интеллекта и революционного представления о мозге как о компьютере, что стимулировало развитие кибернетики, теоретической нейрофизиологии, компьютерных наук.

## Биография
Уолтер Питтс родился в Детройте 23 апреля 1923 года в неблагополучной семье. Он самостоятельно изучал в библиотеке латинский и греческий языки, логику и математику. В 12 лет он прочитал за 3 дня книгу «Principia Mathematica» и нашёл в ней несколько спорных моментов, о чём он и написал одному из авторов трёхтомника — Бертрану Расселу. Рассел ответил Питтсу и предложил ему поступить в аспирантуру в Великобритании, однако Питтсу было всего 12 лет. Через 3 года он узнал, что Рассел приехал читать лекции в Университете Чикаго, и сбежал из дома.
В 1940 году Питтс знакомится с Уорреном МакКалоком и они начинают заниматься идеей МакКалока о компьютеризации нейрона. В 1943 году они опубликовали работу «Логическое исчисление идей, относящихся к нервной активности». 
14 мая 1969 года Питтс скончался в своём доме в Кембридже.